# Coppa Korać 1993-1994
La Coppa Korać 1993-1994 di pallacanestro maschile venne vinta dal PAOK Salonicco.

## Risultati

### Turno preliminare
| Team #1                   | Agg.      | Team #2               | Andata | Ritorno |
| ------------------------- | --------- | --------------------- | ------ | ------- |
| TTL Bamberg               | 164 - 169 | Maricom Miklavž       | 95-78  | 69-91   |
| Sparta Praga              | 199 - 137 | FV Lugano             | 101-66 | 98-71   |
| Kärcher Hisings-Kärra     | 184 - 193 | ALBA Berlino          | 106-93 | 78-100  |
| Nemetali Strumica         | 135 - 176 | TED Ankara Kolejliler | 59-67  | 76-109  |
| Banik Cigel Prievidza     | 162 - 166 | Galatasaray           | 89-75  | 73-91   |
| Makedonija Strumica       | 165 - 178 | TIIT Charkiv          | 97-75  | 68-103  |
| Alumina Skopje            | 134 - 165 | Tonak Nový Jičín      | 61-80  | 73-85   |
| Slovenica Koper           | 159 - 139 | Baník Handlová        | 79-63  | 80-76   |
| Keravnos Nicosia          | 127 - 199 | AEK Atene             | 73-106 | 54-93   |
| Inter Slovnaft Bratislava | 163 - 178 | Zrinjevac             | 75-88  | 88-90   |
| Volksbank Swans Gmunden   | 141 - 157 | Bobcat Gent           | 75-89  | 66-68   |
| Zorile Chișinău           | 128 - 203 | Slávia TU Košice      | 61-96  | 67-107  |
| CSU Forest Sibiu          | 154 - 192 | Osječki sokol         | 66-108 | 88-84   |
| Kaposvári                 | 168 - 186 | Nová huť Ostrava      | 94-79  | 74-107  |
| MZT Skopje                | 193 - 178 | BHC SKP Pardubice     | 111-81 | 82-97   |
| SSV Ulm                   | 176 - 162 | Plannja Basket Luleå  | 92-72  | 84-90   |
| Cardiff Bay Heat          | 151 - 167 | Hiefenech Heffingen   | 79-89  | 72-78   |
| Šibenka Šibenik           | 169 - 170 | Ludwigsburg           | 90-88  | 79-82   |

### Primo turno
| Team #1                      | Agg.      | Team #2               | Andata | Ritorno |
| ---------------------------- | --------- | --------------------- | ------ | ------- |
| CSKA Kiev                    | 160 - 189 | Hapoel Herzliya       | 81-88  | 79-101  |
| Aveiro Esgueira              | 143 - 171 | Caja San Siviglia     | 74-95  | 69-76   |
| Knattspyrnufélagið Haukar    | 148 - 208 | JDA Digione           | 83-90  | 65-118  |
| Maricom Miklavž              | 146 - 203 | Viola Reggio Calabria | 84-96  | 62-107  |
| Zalaegerszegi TE             | 144 - 172 | Paris Basket Racing   | 78-96  | 68-76   |
| Spirou Charleroi             | 159 - 168 | Peristeri Atene       | 82-80  | 77-88   |
| MBK Mykolaïv                 | 170 -184  | Dinamo Mosca          | 83-81  | 87-103  |
| Union Neuchátel              | 124 - 184 | Stefanel Trieste      | 57-97  | 67-87   |
| Helios Domžale               | 162 - 173 | Lovanio               | 84-84  | 78-89   |
| Sparta Praga                 | 152 - 182 | Fenerbahçe            | 96-87  | 56-95   |
| TED Ankara Kolejliler        | 163 - 147 | Sunair Ostenda        | 72-76  | 91-71   |
| Galatasaray                  | 127 - 162 | NatWest Saragossa     | 75-69  | 52-93   |
| Avtodor Saratov              | 131 - 162 | Ülker                 | 68-72  | 63-90   |
| MOL Szoloki Olajbányász      | 91 - 162  | Zagabria              | 61-61  | 30-101  |
| VEF Riga                     | 165 - 172 | Lech Poznań           | 91-85  | 74-87   |
| Tonak Nový Jičín             | 154 - 193 | Olympique d'Antibes   | 79-96  | 75-97   |
| Pezoporikós OL Larnaka       | 151 - 145 | Hapoel Eilat          | 86-80  | 65-65   |
| Slovenica Koper              | 165 - 195 | Paniónios Atene       | 73-91  | 92-104  |
| Hapoel Gerusalemme           | 140 - 133 | AEK Atene             | 88-60  | 52-73   |
| UKJ Möllersdorf Traiskirchen | 123 - 186 | Elmar León            | 79-87  | 44-99   |
| Zrinjevac                    | 165 - 168 | Bobcat Gent           | 77-75  | 88-93   |
| Slávia TU Košice             | 171 - 149 | Osječki sokol         | 91-66  | 80-83   |
| Nová huť Ostrava             | 70 - 121  | Stroitel Samara       | 70-101 | 0-20    |
| MZT Skopje                   | 145 - 163 | SSV Ulm               | 75-78  | 70-85   |
| Hiefenech Heffingen          | 149 - 191 | Ludwigsburg           | 80-86  | 69-105  |

Olimpia Milano, ALBA Berlino, TIIT Charkov, Estudiantes Madrid, Maccabi Elite Tel Aviv, PAOK Salonicco e Scavolini Pesaro ammesse direttamente al turno successivo.

### Secondo turno
| Team #1                | Agg.      | Team #2                | Andata | Ritorno |
| ---------------------- | --------- | ---------------------- | ------ | ------- |
| Hapoel Herzliya        | 146 - 186 | Caja San Siviglia      | 79-87  | 67-99   |
| JDA Digione            | 164 - 175 | Viola Reggio Calabria  | 87-86  | 77-89   |
| Paris Basket Racing    | 168 - 193 | Peristeri Atene        | 85-95  | 83-98   |
| Dinamo Mosca           | 175 - 196 | Stefanel Trieste       | 81-97  | 94-99   |
| Lovanio                | 173 - 189 | Fenerbahçe             | 85-91  | 88-98   |
| ALBA Berlino           | 159 - 144 | TED Ankara Kolejliler  | 89-66  | 70-78   |
| NatWest Saragossa      | 216 - 189 | TIIT Charkov           | 106-77 | 110-112 |
| Ülker                  | 121 - 124 | Zagabria               | 66-69  | 55-55   |
| Lech Poznań            | 154 - 222 | Olympique d'Antibes    | 93-104 | 61-118  |
| Pezoporikós OL Larnaka | 148 - 185 | Paniónios Atene        | 69-86  | 79-99   |
| Hapoel Gerusalemme     | 160 - 175 | Elmar León             | 81-77  | 79-98   |
| Bobcat Gent            | 129 - 185 | Olimpia Milano         | 65-86  | 64-99   |
| Slávia TU Košice       | 114 - 168 | Scavolini Pesaro       | 59-82  | 55-86   |
| Stroitel Samara        | 133 - 182 | PAOK Salonicco         | 77-81  | 56-101  |
| SSV Ulm                | 145 - 206 | Maccabi Elite Tel Aviv | 72-86  | 73-120  |
| Ludwigsburg            | 156 - 192 | Estudiantes Madrid     | 88-85  | 68-107  |

### Fase a gironi

#### Gruppo A
|    | Squadra           | G | V | P | PF  | PS  | Dif | P.ti |
| -- | ----------------- | - | - | - | --- | --- | --- | ---- |
| 1. | Stefanel Trieste  | 6 | 5 | 1 | 485 | 463 | +22 | 11   |
| 2. | Paniónios Atene   | 6 | 4 | 2 | 499 | 480 | +19 | 10   |
| 3. | Fenerbahçe        | 6 | 3 | 3 | 479 | 484 | -5  | 9    |
| 4. | NatWest Saragossa | 6 | 0 | 6 | 449 | 485 | -36 | 6    |

#### Gruppo B
|    | Squadra                | G | V | P | PF  | PS  | Dif | P.ti |
| -- | ---------------------- | - | - | - | --- | --- | --- | ---- |
| 1. | Maccabi Elite Tel Aviv | 6 | 5 | 1 | 475 | 422 | +53 | 11   |
| 2. | Peristeri Atene        | 6 | 3 | 3 | 487 | 569 | -82 | 9    |
| 3. | Estudiantes Madrid     | 6 | 3 | 3 | 490 | 482 | +8  | 9    |
| 4. | Viola Reggio Calabria  | 6 | 1 | 5 | 427 | 506 | -79 | 7    |

#### Gruppo C
|    | Squadra           | G | V | P | PF  | PS  | Dif | P.ti |
| -- | ----------------- | - | - | - | --- | --- | --- | ---- |
| 1. | PAOK Salonicco    | 6 | 5 | 1 | 499 | 461 | +38 | 11   |
| 2. | Olimpia Milano    | 6 | 4 | 2 | 519 | 459 | +60 | 10   |
| 3. | Zagabria          | 6 | 3 | 3 | 460 | 510 | -50 | 9    |
| 4. | Caja San Siviglia | 6 | 0 | 6 | 502 | 550 | -48 | 6    |

#### Gruppo D
|    | Squadra             | G | V | P | PF  | PS  | Dif | P.ti |
| -- | ------------------- | - | - | - | --- | --- | --- | ---- |
| 1. | Olympique d'Antibes | 6 | 4 | 2 | 530 | 504 | +26 | 10   |
| 2. | Scavolini Pesaro    | 6 | 4 | 2 | 518 | 485 | +33 | 10   |
| 3. | Elmar León          | 6 | 3 | 3 | 512 | 526 | -14 | 9    |
| 4. | ALBA Berlino        | 6 | 1 | 5 | 477 | 522 | -45 | 7    |

### Quarti di finale
| Team #1          | Agg.      | Team #2                | Andata | Ritorno |
| ---------------- | --------- | ---------------------- | ------ | ------- |
| Paniónios Atene  | 169 - 146 | Maccabi Elite Tel Aviv | 92-72  | 77-74   |
| Peristeri Atene  | 165 - 197 | Stefanel Trieste       | 80-88  | 85-109  |
| Olimpia Milano   | 186 - 180 | Olympique d'Antibes    | 98-85  | 88-95   |
| Scavolini Pesaro | 140 - 162 | PAOK Salonicco         | 82-66  | 58-96   |

### Semifinali
| Team #1          | Agg.      | Team #2        | Andata | Ritorno |
| ---------------- | --------- | -------------- | ------ | ------- |
| Paniónios Atene  | 147 - 167 | PAOK Salonicco | 83-85  | 64-82   |
| Stefanel Trieste | 192 - 182 | Olimpia Milano | 96-79  | 96-103  |

### Finale
| Team #1        | Agg.      | Team #2          | Andata | Ritorno |
| -------------- | --------- | ---------------- | ------ | ------- |
| PAOK Salonicco | 175 - 157 | Stefanel Trieste | 75-66  | 100-91  |

| Coppa Korać 1993-1994    |
| ------------------------ |
| PAOK Salonicco 1º titolo |

## Formazione vincitrice
| N° | Naz.                   | Ruolo | Sportivo              |  | Alt. |  |
| -- | ---------------------- | ----- | --------------------- |  | ---- |  |
| 4  | Grecia (bandiera)      | G     | Achilleas Mamatziolas |  |      |  |
| 5  | Grecia (bandiera)      | AG    | Giorgos Valavanidis   |  |      |  |
| 6  | Grecia (bandiera)      | G     | Nikos Mpountourīs     |  |      |  |
| 7  | Jugoslavia (bandiera)  | G     | Branislav Prelević    |  |      |  |
| 8  | Grecia (bandiera)      | C     | Euthymīs Rentzias     |  |      |  |
| 9  | Grecia (bandiera)      | G     | Giōrgos Mpalogiannīs  |  |      |  |
| 10 | Grecia (bandiera)      | P     | Jon Korfas            |  |      |  |
| 11 | Grecia (bandiera)      | C     | Chrīstos Tsekos       |  |      |  |
| 12 | Grecia (bandiera)      | AG    | Nasos Galakteros      |  |      |  |
| 13 | Jugoslavia (bandiera)  | C     | Zoran Savić           |  |      |  |
| 14 | Grecia (bandiera)      | AG    | Giorgos Kouklakis     |  |      |  |
| 15 | Stati Uniti (bandiera) | AP    | Walter Berry          |  |      |  |
|    | Grecia (bandiera)      | AG    | Giannīs Giannoulīs    |  |      |  |
|    | Grecia (bandiera)      |       | Thanos Kotsopoulos    |  |      |  |
|    | Grecia (bandiera)      |       | Fotis Takianos        |  |      |  |
|    | Grecia (bandiera)      | All.  | Soulīs Markopoulos    |  |      |  |